# Bella Poarch
Denarie  Bautista Taylor (Née: Belinda Marie Macadengdeng Batumbakal; San Fabian, 9 de fevereiro de 1997) mais conhecida como Bella Poarch é uma influenciadora, cantora, dançarina e compositora filipina-americana.
É considerada como a mais notória criadora de conteúdo ásio-americana. É a terceira pessoa mais seguida no TikTok, possuindo o vídeo mais curtido da plataforma.

## Carreira

### Tik Tok
Em abril de 2020, publicou seu primeiro vídeo no TikTok. Em agosto de 2020, adquiriu notoriedade com a sincronização labial, que se tornara viral, da faixa M To The B da rapper britânica Millie B. Até então, seus vídeos não passavam de uma centena de visualizações. Atualmente, é o vídeo mais curtido de todos os tempos da plataforma, contando com mais de 50 milhões de curtidas. É considerada uma estrela da plataforma, com mais de 74 milhões de seguidores.

### Música
Em 14 de maio de 2021, após assinar com a Warner Records, lança seu primeiro single, Build a Bitch. Contando com a participação de outras personalidades femininas da internet, a canção chegou a posição 20ª na Billboard Global 200, 6ª no Spotify Filipinas e 30ª na UK Singles Chart. A canção critica a pressão sofrida por mulheres para se encaixarem nos padrões de beleza.
Também obteve o primeiro lugar no Youtube global e EUA, sendo considerado a melhor estreia de um novo artista na plataforma. Atualmente, o videoclipe da canção possui mais de 200 milhões de visualizações.
Entre suas inspirações na música estão Prince, Dua Lipa e Madonna.

### Outros
Poach participou como modelo para a revista japonesa FLJ Magazine. Em junho de 2021, ganhou um emote, chamado Build Up, no popular jogo multiplataforma Fortnite.

## Vida pessoal
Bella Poarch nasceu em 1997 e cresceu nas Filipinas, seu Nome de batismo é Belinda Marie Macadengdeng Batumbakal. Viveu com sua avó até os 3 anos, quando foi adotada por um casal formado por um militar aposentado estadunidense e uma filipina. Sua família adotiva mudou-se para os Estados Unidos, Texas, quando ela tinha 13 anos. Já revelou que sofreu abuso psicológico e físico por parte de seus pais adotivos, e bullying escolar. Atualmente, sua relação com seus pais adotivos não é próxima, apesar de tentativas de reaproximação partidas deles.
Entre 2015 e 2018, serviu no Japão para Marinha dos Estados Unidos.
Entre suas inspirações estéticas estão personagens de animes e jogos eletrônicos, sendo a personagem Hatsune Miku sua maior inspiração.
Já revelou ter sido diagnosticada com transtorno de estresse pós-traumático, depressão e ansiedade. Possui diversas tatuagens no corpo, que, inicialmente, foram feitas para cobrir cicatrizes dos abusos sofridos na infância.

## Ativismo
É membro da comunidade Asian Pacific American. Expressa abertamente apoio à luta contra o racismo anti-racista. Em 19 de março de 2021, ela carregou um vídeo no TikTok para falar sobre esse assunto e passar essa mensagem. Também já compartilhou suas experiências pessoais nesta área, como vítima de discriminação e agressão.

## Discografia

### Singles
| Título          | Ano  | Posições de pico selecionadas | Posições de pico selecionadas | Posições de pico selecionadas | Posições de pico selecionadas | Posições de pico selecionadas | Posições de pico selecionadas | Posições de pico selecionadas | Posições de pico selecionadas | Posições de pico selecionadas | Posições de pico selecionadas | Álbum           |
| Título          | Ano  | US                            | AUS                           | CAN                           | GER                           | IRE                           | NOR                           | NLD                           | NZ                            | SWE                           | UK                            | Álbum           |
| --------------- | ---- | ----------------------------- | ----------------------------- | ----------------------------- | ----------------------------- | ----------------------------- | ----------------------------- | ----------------------------- | ----------------------------- | ----------------------------- | ----------------------------- | --------------- |
| "Build a Bitch" | 2021 | 56                            | 28                            | 28                            | 86                            | 23                            | 25                            | 78                            | 24                            | 65                            | 30                            | "Build a Bitch" |

## Prêmios e indicações
| Prêmio                | Ano  | Indicado(s) | Categoria       | Resultado | Ref.   |
| --------------------- | ---- | ----------- | --------------- | --------- | ------ |
| MTV Millennial Awards | 2021 | Ela mesma   | Criadora Global | Pendente  | [ 67 ] |

## Controvérsias
Poarch foi criticada por ter uma tatuagem semelhante a Kyokujitsu-ki em seus vídeos. A tatuagem, ofensiva para os coreanos, era um símbolo do imperialismo japonês. Em setembro de 2020, ele se desculpou, dizendo que desconhecia a história por trás da bandeira, e a removeu.
Poarch também foi acusada de ser racista com um amigo negro, chamando-o de Harambe, uma suposta referência a um gorila assassinado. Poarch esclareceu que esse era o apelido de seu amigo no exército, que significa "forte e bravo" em suaíli, e não tinha a intenção de ser uma piada racista.